# Mountain Dew
Mountain Dew, также MTN DEW (с англ. — «Горная роса») — безалкогольный сильногазированный прохладительный напиток, торговая марка американской компании PepsiCo.

## История
Оригинальный рецепт изобретён в Ноксвилле в 1940-х гг. Также появился в городах Марион и Джонсон-Сити. В настоящее время помимо напитка жёлто-зелёного цвета существует несколько его разновидностей, различающихся цветом и вкусом, в том числе диетические и бескофеиновые. 
«Mountain Dew» выпускался также в Великобритании с 1996 по 1998 год. В настоящее время в Великобритании на рынок энергетических напитков был введён новый напиток, называемый «Маунтин-дью-энергия» В настоящее время основной ассортимент напитков под маркой «Маунтин дью» выпускается с использованием сахара, сахарозаменителей (кукурузный сироп с высоким содержанием фруктозы в обычных напитках, аспартам — в диетических). В России выпускается Mountain Dew Throwback, выполненный по оригинальной рецептуре.
Также Mountain Dew в переводе со сленга Южных Штатов Означает 'самогон'.

## Логотип
В 2008 году корпорация PepsiCo объявила о проведении глобального ребрендинга. Впоследствии все логотипы выпускаемой продукции (Pepsi, 7UP, Mtn Dew и др.) претерпели кардинальные изменения. Так, у Mountain Dew появился новый логотип и сокращённое название MTN DEW.
В России логотип сменили в 2018 году, название осталось прежним.

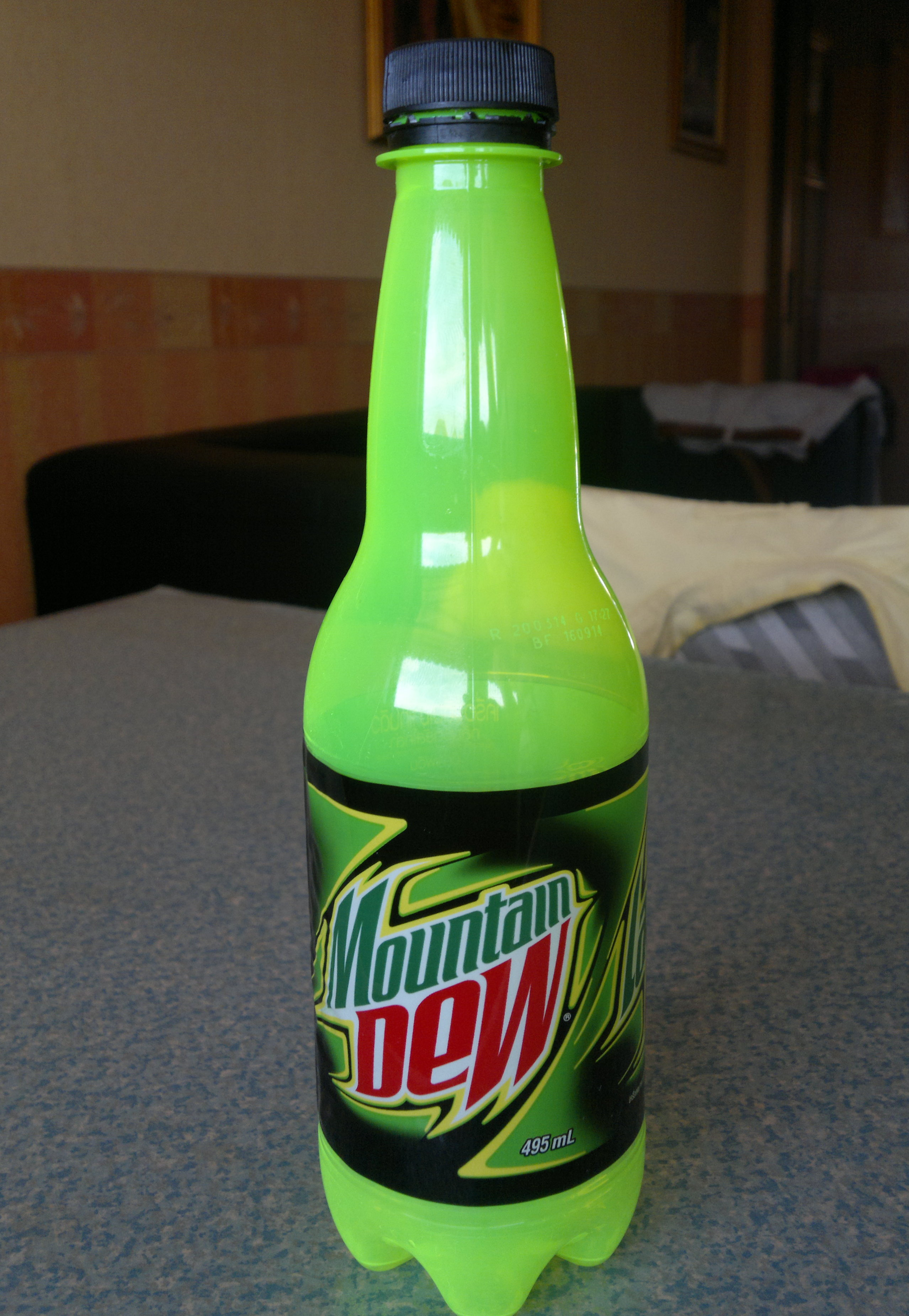
Оригинальный вкус Mountain Dew в бутылке ёмкостью 0,495 л

## Разновидности
- Mountain Dew — основной вариант, напиток со вкусом цитрусовых, близкий к оригинальному напитку с использованием заменителей сахара (В сентябре 2018 года в российской версии напитка сахар был заменён на подсластители, однако в октябре 2019 году сахар вернули в состав напитка из-за слабого интереса покупателей к новому вкусу, что фактически уравнивает российскую версию напитка со вкусом Throwback);
- Mountain Dew Caffeine Free — вариант без кофеина;
- Diet Mountain Dew — диетический вариант оригинального напитка, диетический без кофеина;
- Mountain Dew Live Wire — со вкусом апельсина;
- Mountain Dew Code Red — со вкусом вишни, диетический со вкусом вишни;
- Mountain Dew Voltage — обычный и диетический вариант со вкусом малины, лимона и женьшеня;
- Mountain Dew Baja Blast — фруктовый сильногазированый напиток, доступен только в сети ресторанов быстрого питания «Taco Bell»;
- Mountain Dew White Out — с мягким лимонным вкусом;
- Mountain Dew Throwback — вариант оригинального вкуса с сахаром;
- Diet Mountain Dew SuperNova — диетическая версия с ароматом клубники, дыни и женьшеня;
- Mountain Dew Game Fuel — со вкусом цитруса и вишни, выпущенный для продвижения игры Halo 3. В дальнейшем выпускался для продвижения других игровых серий: Call of Duty, Titanfall и World of Warcraft;
- Mountain Dew Pitch Black — со вкусом чёрного винограда, выпущенный на Хэллоуин в 2004 году;
- Mountain Dew Spiked — вариант с соком кактуса опунция.

## Упаковка
- Банка  0,25 л
- Банка  0,33 л
- Банка  0,5 л
- Пластиковая бутылка 0,5 л
- Пластиковая бутылка 0,85 л
- Пластиковая бутылка 1,25 л
- Пластиковая бутылка  1,5 л
- Пластиковая бутылка 1,75 л